# Роуз Лоџ (Орегон)
Роуз Лоџ (енгл. Rose Lodge) насељено је место без административног статуса у америчкој савезној држави Орегон.

## Демографија
По попису из 2010. године број становника је 1.894, што је 186 (10,9%) становника више него 2000. године.
| Група             | 2000.         | 2010.         |
| Белци             | 1.557 (91,2%) | 1.656 (87,4%) |
| Афроамериканци    | 3 (0,2%)      | 8 (0,4%)      |
| Азијати           | 5 (0,3%)      | 5 (0,3%)      |
| Хиспаноамериканци | 54 (3,2%)     | 109 (5,8%)    |
| Укупно            | 1.708         | 1.894         |